# Bernabé Ferreyra
Bernabé Ferreyra (Rufino, 12 februari 1909 - 22 mei 1972) was een Argentijnse voetballer.
Hij begon zijn jeugdcarrière bij enkele lokale clubs. Hij werd ontdekt bij CA Newell's Old Boys en ging in 1927 voor CA Tigre spelen. In zijn openingsmatch tegen El Porvernir scoorde hij vier keer. Hij werd uitgeleend aan CA Huracán toen deze club een tournee maakte door Brazilië. Hij scoorde 11 keer in 8 wedstrijden voor deze club. Van 1930 tot 1931 werd hij ook uitgeleend aan Vélez Sarsfield toen deze club op tournee ging en scoorde 38 keer voor hen.
In 1932 haalde CA River Plate de speler binnen voor 35.000 dollar. Het profvoetbal was nog maar een jaar eerder van start gegaan en dit was dus al een recordbedrag, wat desalniettemin twintig jaar lang stand hield. In zijn eerste wedstrijd tegen CA Chacarita Juniors scoorde hij al twee keer. In totaal scoorde hij vaker voor de club dan dat hij er voor speelde. Hij won drie titels met de club en in 1932 was hij met 43 goals topscorer van Zuid-Amerika. Op 11 mei 1939 beëindigde hij zijn carrière in een wedstrijd tegen Newell's Old Boys, hij scoorde niet. Ferreyra stopte al op 29-jarige leeftijd en ambieerde ook geen trainerscarrière.
Samen met Valeriano López en Arthur Friedenreich is hij de enige Amerikaanse profvoetballer met een gemiddelde van meer dan één goal per wedstrijd. Ondanks zijn goede prestaties bij River Plate speelde hij slechts vier wedstrijden, zonder succes, voor het nationale elftal.